# بانو شيشيك
بانو شيشيك (بالتركية: Banu Çiçek )‏ هي الشخصية الأسطورية المسماة باغنو في قصص دده قورقوت